# Antonín Voříšek
Antonín Voříšek (19. prosince 1905 Praha – 16. září 1989) byl kazatel Církve bratrské. V roce 1952 byl zbaven místa středoškolského profesora a pracoval v dělnických profesích. Již předtím působil dlouhodobě jako laický kazatel, roku 1956 se stal kazatelem na plný úvazek. Organizoval pobyty mládeže s křesťanským duchovním programem, což se nelíbilo komunistické Státní bezpečnosti. Po týdenním lyžařském zájezdu mládeže do Mikulova v roce 1958 byl zatčen a vyslýchán, ve vykonstruovaném procesu byl Lidovým soudem v Milevsku odsouzen k 10 měsícům vězení a k 10 letům zákazu duchovenské činnosti.